# 戸次親延
戸次親延(べっきちかのぶ、明応3年(1494年)？－天文20年(1551年)は戦国武将。豊後国の戦国大名大友氏家臣である戸次氏の一族。諱は親延、親正。通称は右馬助、治部太夫、治部少輔。法名は玄清義山。戸次親貞(丹後守)の五男にあたる。兄弟に戸次親宣、戸次親就(但馬守)、光音寺、普斎寺、永方侍者。子は戸次親繁、戸次親宗（治部少輔）、小野鎮幸の妻（立花道雪養女）、沓掛平左衛門鎮昌の妻。戸次親家の叔父で立花道雪の大叔父にあたる。
戸次系図によると、永正8年8月23日（1511年9月25日）17歳の時、室町幕府将軍足利義稙に属す、船岡山の戦いに先鋒として細川政賢の軍陣を破ると功を上げ、感状や刀など恩賞を貰った。
天文20年(1551年)に肥前国小坂の戦いで戦死する。親延の家督は弟の戸次親就が継ぎ、実子の親繁は親就の養子となった。